# Dwunastu Apostołów (Południowa Afryka)
Dwunastu Apostołów (ang. Twelve Apostles, afr. Twaalf Apostels) – pasmo górskie w Południowej Afryce, w pobliżu Kapsztadu, na południe od Góry Stołowej i na północ od zatoki Hout Bay. Najwyższy szczyt Grootkop wznosi się na 830 m n.p.m.
Pasmo jest atrakcją turystyczną – wytyczono tu 26 szlaków pieszych.